# 拳精
《拳精》（英語：Spiritual Kung Fu），1978年11月23日在英属香港上映的动作片。
1978年拍完拳精之后，罗维影业公司的钱用完了，不得不把成龙的另外两部电影转让给袁和平，一部是《蛇形刁手》，一部是《醉拳》。
1978年的《拳精》和1979年的《龍拳》在票房上都获得了成功。

## 剧情
龙一郎（成龙）是少林寺内的一个聪明的弟子，但卻有些傻氣，經常因為闖禍被罰，他的师傅是慧空长老，他负责看守藏经阁，但是藏经阁传闻经常闹鬼，不过他还是奉命去了，原来五个鬼是中国传说中的龙蛇虎鹤豹，他们来自一本《五行拳》的书籍。起初一郎被他们折腾得够呛，后来他发现这五行必须回到书中睡觉这个弱点，于是撒尿把书籍弄湿了，并假装撕毁书籍，让他们永远没有安身之所，于是五鬼拜服，并且教授他五行拳，此拳正是七煞拳的克星。
少林寺的第三十二代方丈慧明大師高深莫測，真實身份實為江洋大盜陆擎天，為了報復多年前少林寺使他失去武林盟主之位，更為了少林的武林秘笈，因此隱藏自己真實身份入少林為僧，他把藏经阁的“七煞拳”拳谱偷走给了自己儿子陸青。他儿子练成之后，在江湖上掀起波浪，杀害了许多武林人士，并且扬言夺取武林盟主之位。他父亲为了辅助儿子登位，清除儿子最大的障碍，不惜做出背叛少林寺的事，用假的金刚掌暗杀了前来求助的武当派掌门人石英风，以此嫁祸于寺中唯一會金刚掌的自己的师弟慧悟，后来又杀死自己的师弟慧澄。
一郎的師傅慧空大師查覺金刚掌為假造，認為此事並不單純，先是幫助慧悟以及石英风之女暫時離開少林寺，又决议派出一个少林弟子前去阻挡其杀戮罪孽，一郎闯过了十八罗汉阵，获准下山。他和武当掌门人的女儿一同在江湖打听到了会七煞拳这人的资料，并把他诱入少林寺，通过五位师傅的帮助，诛杀了他和少林寺的掌门人，恢复了武林正气。

## 演员
- 成龙 出演 龙一郎。会五行拳。
- 田俊 出演 桃花浪子陆青。少林寺掌门人之子，会七煞拳法。
- 王青 出演 桃花浪子陆青的跟班。
- 石天 出演 慧悟。少林寺四大高僧之一。
- 何廣沛 出演 石英風。武林盟主。
- 武文秀 出演 石鳳。武林盟主之女。
- 李桐春 出演 慧明大師/陸擎天。
- 李海龍 出演 慧空大師。
- 李昆